# Amos Yee
Amos Yee Pang Sang (tiếng Trung: 余澎杉, sinh ngày 31 tháng 10 năm 1998) là một blogger , cựu YouTuber  và là cựu diễn viên nhí người Singapore.
Vào cuối tháng 3 năm 2015, ngay sau cái chết của Thủ tướng đầu tiên của Singapore, Lý Quang Diệu, Yee đã tải lên một video trên YouTube chỉ trích Lý. Trong video, Yee so sánh Lý với Jesus và chỉ trích cả hai. Yee cũng tải lên blog của mình một hình ảnh mô tả Lee và Margaret Thatcher quan hệ tình dục qua đường hậu môn. Tổng cộng, 32 báo cáo của cảnh sát đã được thực hiện chống lại Yee  và anh ta đã bị bắt ở Singapore và bị buộc tội "có ý định làm tổn thương cảm xúc tôn giáo của các Kitô hữu", phát ngôn tục tĩu và "đe dọa hoặc lăng mạ."
Phiên tòa xử Yee đã thu hút sự quan tâm cộng đồng quan trọng  và tòa án xét rằng Yee có tội tháng năm 2015, chịu án tù bốn tuần  mà được tính ngược trở lại bao gồm 53 ngày bị tạm giữ, và thả Yee ngay tại tòa. Yee đã kháng cáo cả tòa án và bản án của tòa án. Sự cầm tù Yee đã thu hút sự chỉ trích từ các tổ chức nhân quyền, bao gồm Tổ chức Ân xá Quốc tế, coi Yee là tù nhân lương tâm.
Vào tháng 12 năm 2016, Yee đã trốn sang Hoa Kỳ ngay trước khi kêu gọi phục vụ Quân sự Quốc gia, ngay lập tức xin tị nạn chính trị. Đơn xin tị nạn của Yee đã được tòa án di trú Chicago chấp thuận tháng 3 năm 2017, dù đã bị chính phủ Mỹ phản đối, trong đó phản đối các quyết định cho tị nạn, làm Yee bị giam trong trại giam của Di Trú và Hải quan trong quá trình kháng cáo. Sau khi tòa án di trú kháng cáo quyết định giữ nguyên đơn xin tị nạn, Yee đã được thả vào tháng 9 năm 2017.
Vào tháng 11 năm 2017, Yee một lần nữa đã thu hút công chúng vì sự ủng hộ mạnh mẽ của mình đối với ấu dâm thông qua các video và bài đăng trên blog. Vào tháng 5 năm 2018, kênh của Yee đã bị YouTube xóa vì vi phạm nguyên tắc cộng đồng  và Twitter đã treo tài khoản của Yee. Vào tháng 7 năm 2018, tài khoản Patreon của Yee đã ngừng hoạt động. Kể từ tháng 12 năm 2018, blog WordPress của Yee, trang Facebook cá nhân, và máy chủ Discord ấu dâm mang tên "Ball Pit" đã ngừng hoạt động.
Melissa Chen, một nhà hoạt động nhân quyền, người đóng vai trò quan trọng trong việc giúp Amos được tị nạn ở Mỹ, đã thực hiện một đoạn video dài gần 10 phút vào tháng 12 năm 2018, rút lại quan điểm ủng hộ Yee của mình và chuyển sang ấu dâm và hiện tại muốn Yee bị trục xuất khỏi Mỹ.